# Ondrej Zajac
Ondrej Zajac (* 30. října 1948) je bývalý slovenský fotbalový záložník.

## Hráčská kariéra
V československé lize hrál za Duklu Banská Bystrica, aniž by skóroval. Debutoval v neděli 11. srpna 1968 v Praze na Julisce v souboji Dukel, který vyhrála ta domácí 3:1. Naposled nastoupil v neděli 29. září téhož roku v Košicích proti domácí Lokomotívě (prohra 0:1).

### Prvoligová bilance
| Ročník             | Zápasy | Góly | Minuty | Klub                     |
| ------------------ | ------ | ---- | ------ | ------------------------ |
| I. liga 1968/69    | 3      | 0    | 253    | AS Dukla Banská Bystrica |
| CELKEM I. ČS. LIGA | 3      | 0    | 253    |                          |